# Moussa Wagué
Moussa Wagué, född 4 oktober 1998, är en senegalesisk fotbollsspelare som spelar för cypriotiska Anorthosis Famagusta.

## Klubbkarriär
I augusti 2018 värvades Wagué av Barcelona, där han inledde sin sejour i klubbens B-lag. I augusti 2019 flyttades Wagué upp i A-laget.
Den 31 januari 2020 lånades Wagué ut till franska Nice på ett låneavtal över resten av säsongen 2019/2020. Wagué gjorde sin Ligue 1-debut den 2 februari 2020 i en 2–1-vinst över Lyon, där han blev inbytt i den 76:e minuten mot Christophe Hérelle. Den 21 september 2020 lånades Wagué ut ännu en gång, den här gången till den grekiska storklubben PAOK.
Den 18 juli 2022 värvades Wagué av kroatiska Gorica. Den 9 december 2022 kom han överens med klubben att bryta kontraktet genom en ömsesidig överenskommelse. Den 28 juni 2023 värvades Wagué av cypriotiska Anorthosis Famagusta.

## Landslagskarriär
Wagué debuterade för Senegals landslag den 23 mars 2017 i en 1–1-match mot Nigeria.